# Championnat du Japon de sport-prototypes 1988
Navigation
Édition précédente Édition suivante
Le Championnat du Japon de sport-prototypes 1988 est la 6e saison du Championnat du Japon de sport-prototypes. Il s'est couru du 3 mars 1988 au 9 octobre 1988, comprenant six épreuves.

## Calendrier
| Manche | Course                        | Circuit | Participants | Date       |
| ------ | ----------------------------- | ------- | ------------ | ---------- |
| 1      | 500 km de Fuji                | Fuji    | 21           | 3 mars     |
| 2      | 500 km de Suzuka              | Suzuka  | 26           | 10 avril   |
| 3      | 1 000 km de Fuji              | Fuji    | 19           | 1 mai      |
| 4      | 500 Miles de Fuji             | Fuji    | 22           | 24 juillet |
| 5      | International Suzuka 1 000 km | Suzuka  | 27           | 28 août    |
| 6      | 1 000 km de Fuji              | Fuji    | 35           | 9 octobre  |

## Résultats de la saison

### Courses
| Manche | Circuit | Équipe vainqueur                          | Résultats |
| Manche | Circuit | Pilote vainqueur                          | Résultats |
| ------ | ------- | ----------------------------------------- | --------- |
| 1      | Fuji    | FromA Racing Team                         | Résultats |
| 1      | Fuji    | Hideki Okada Stanley Dickens              | Résultats |
| 2      | Suzuka  | Rothmans Team Schuppan                    | Résultats |
| 2      | Suzuka  | Maurizio Sandro Sala Eje Elgh             | Résultats |
| 3      | Fuji    | Leyton House Racing                       | Résultats |
| 3      | Fuji    | Bruno Giacomelli Kris Nissen              | Résultats |
| 4      | Fuji    | FromA Racing Team                         | Résultats |
| 4      | Fuji    | Hideki Okada Stanley Dickens              | Résultats |
| 5      | Suzuka  | FromA Racing Team                         | Résultats |
| 5      | Suzuka  | Hideki Okada Stanley Dickens              | Résultats |
| 6      | Fuji    | Silk Cut Jaguar                           | Résultats |
| 6      | Fuji    | Martin Brundle John Nielsen Eddie Cheever | Résultats |

## Classements

### Attribution des points
| Système des points | Système des points | Système des points | Système des points | Système des points | Système des points | Système des points | Système des points | Système des points | Système des points | Système des points | Système des points |
| Position           | 1er                | 2e                 | 3e                 | 4e                 | 5e                 | 6e                 | 7e                 | 8e                 | 9e                 | 10e                | Au-delà            |
| ------------------ | ------------------ | ------------------ | ------------------ | ------------------ | ------------------ | ------------------ | ------------------ | ------------------ | ------------------ | ------------------ | ------------------ |
| Points             | 20                 | 15                 | 12                 | 10                 | 8                  | 6                  | 4                  | 3                  | 2                  | 1                  | 0                  |

### Championnat des pilotes

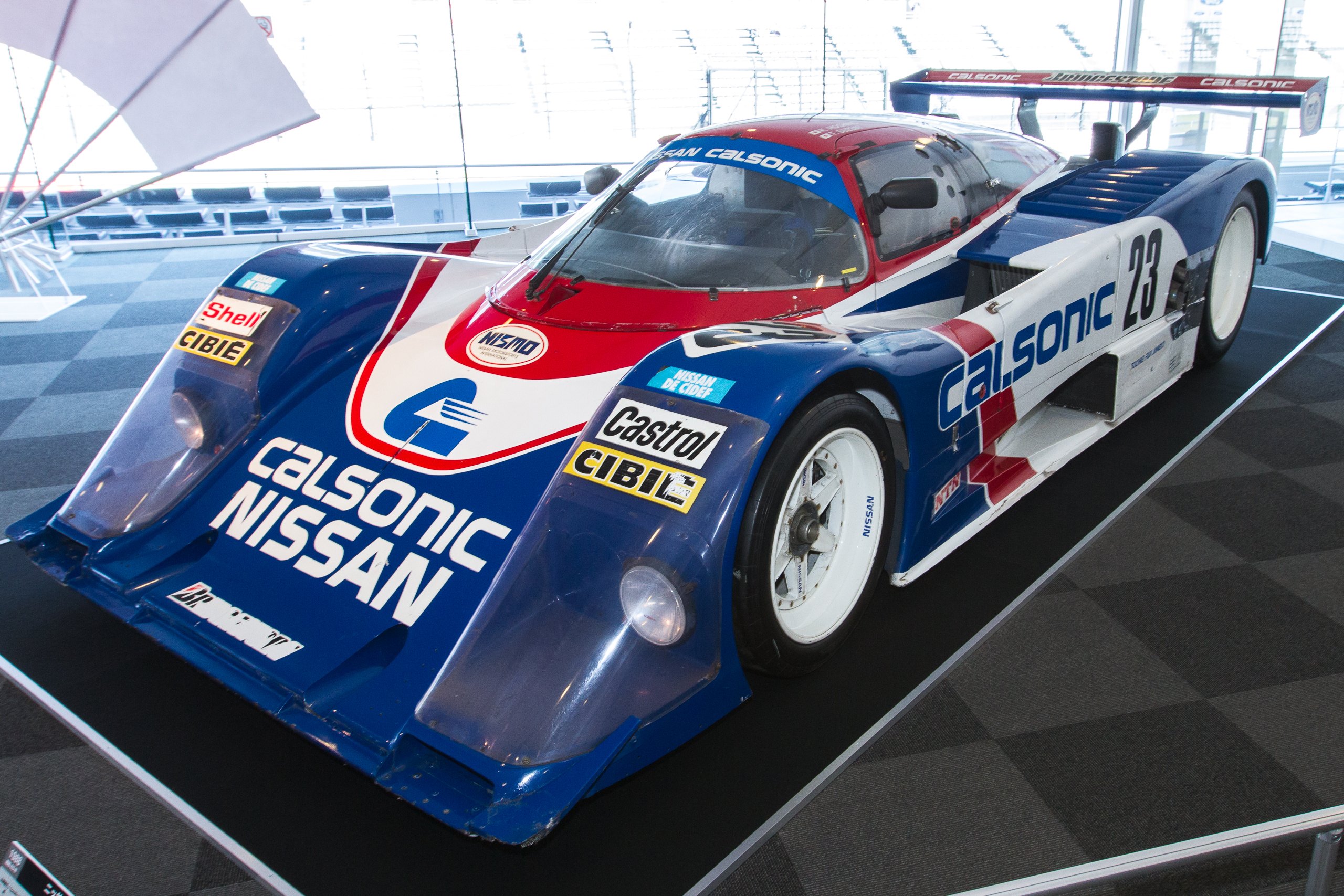
La Nissan R88C de l'écurie Nissan Motorsport ayant participé au Championnat du Japon de sport-prototypes 1987

| Pos. | Pilote               | Voiture                  | FUJ | SUZ  | FUJ  | FUJ  | SUZ  | FUJ | Total |
| ---- | -------------------- | ------------------------ | --- | ---- | ---- | ---- | ---- | --- | ----- |
| 1    | Hideki Okada         | Porsche 962C             | 1   | 1    | Abd. | 1    | 1    | 4   | 80    |
| 2    | Stanley Dickens      | Porsche 962C             | 1   | 1    | Abd. | 1    | 1    | 4   | 80    |
| 3    | Price Cobb           | Porsche 962C             | 5   |      | 3    | 2    | Abd. | 2   | 50    |
| 4    | Kunimitsu Takahashi  | Porsche 962C             | 3   | Abd. | 2    | Abd. | 2    | 6   | 48    |
| 5    | Kazuo Mogi           | Porsche 962C             | 3   | Abd. | 2    | Abd. | 2    | 6   | 48    |
| 6    | Kris Nissen          | Porsche 962CK6           | 2   | 3    | 1    |      |      |     | 47    |
| 7    | Eje Elgh             | Porsche 962C             | 4   | 1    | 5    | Abd. | 7    | 7   | 46    |
| 8    | Maurizio Sandro Sala | Porsche 962C             | 4   | 1    | 5    | Abd. | 7    | 7   | 46    |
| 9    | Kenny Acheson        | Porsche 962C / Sauber C9 | 5   | Abd. | 3    | 2    | Abd. | 5   | 35    |
| 10   | Bruno Giacomelli     | Porsche 962CK6 / 962C    |     |      | 1    |      | 4    | 16  | 30    |

| Couleur | Résultat                     |
| ------- | ---------------------------- |
| Or      | Vainqueur                    |
| Argent  | 2e place                     |
| Bronze  | 3e place                     |
| Vert    | Terminé, dans les points     |
| Bleu    | Terminé, pas dans les points |
| Violet  | Abandon (Ab.) ou (Ret)       |
| Violet  | Non classé (NC)              |
| Rouge   | Pas qualifié (DNQ)           |
| Noir    | Disqualifié (DSQ)            |
| Blanc   | Pas au départ (DNS)          |
| Blanc   | Forfait (WD)                 |
| Blanc   | N'a pas participé (DNP)      |
| Blanc   | Blessé (INJ)                 |
| Blanc   | Exclu (EX)                   |
| Blanc   | Course annulée (C)           |

### Championnat des constructeurs

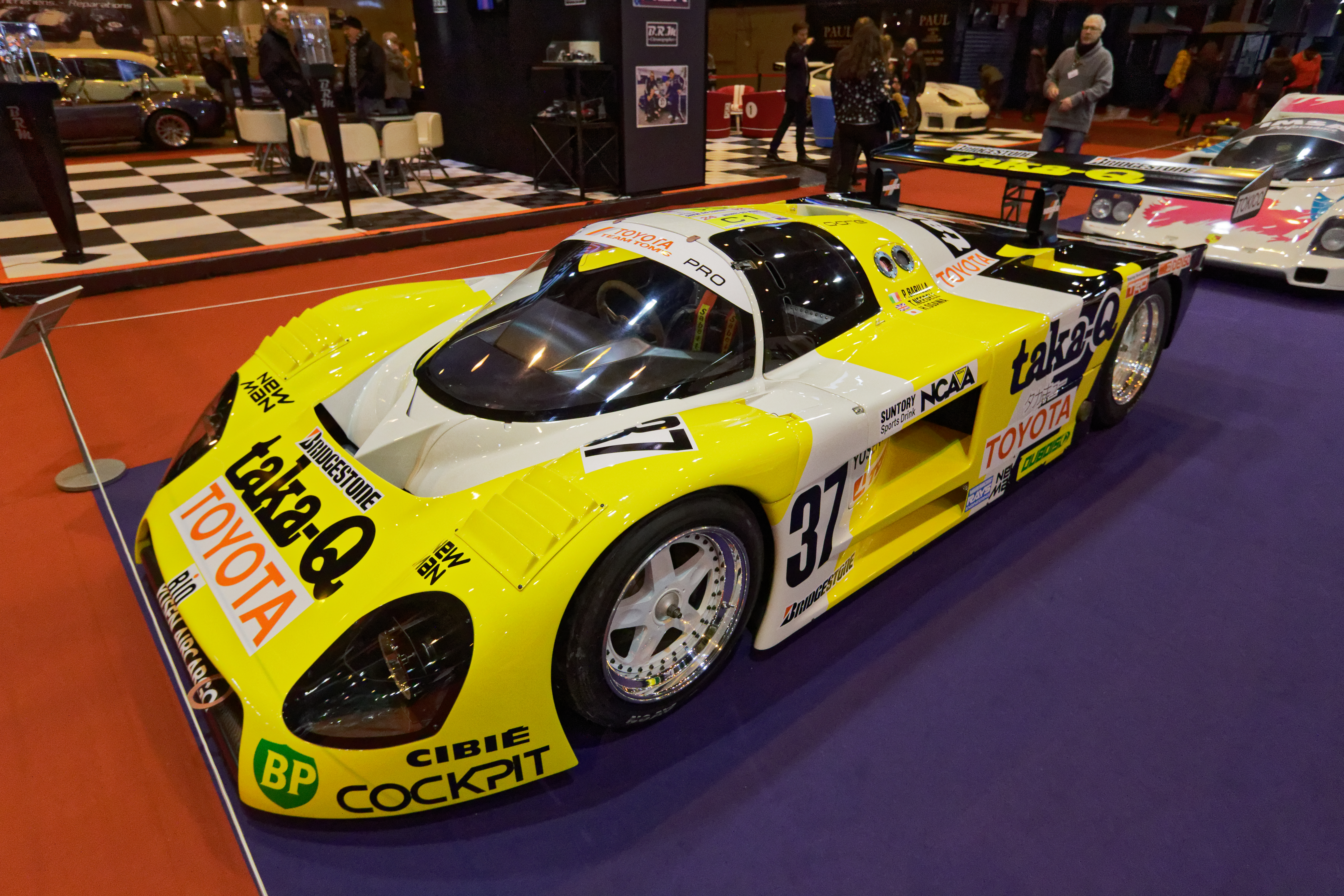
La Toyota 88C de l'écurie Toyota Tom's Team ayant participé au Championnat du Japon de sport-prototypes 1988

| Pos. | Constructeur      | FUJ  | SUZ | FUJ  | FUJ  | SUZ  | FUJ  | Total |
| ---- | ----------------- | ---- | --- | ---- | ---- | ---- | ---- | ----- |
| 1    | Porsche           | 1    | 1   | 1    | 1    | 1    | 2    | 115   |
| 2    | March / Nissan    | Abd. | 6   | 7    | 3    | 3    | 9    | 36    |
| 3    | Toyota            | 6    | 5   | 6    | Abd. | 5    | 0    | 28    |
| 4    | Mazda             | 8    | 7   | Abd. | 4    | 8    |      | 20    |
| 5    | Jaguar            |      |     |      |      |      | 1    | 20    |
| 6    | SARD / Toyota     |      | 9   | 11   | 6    | Abd. | Abd. | 8     |
| 7    | Sauber / Mercedes |      |     |      |      |      | 5    | 8     |

| Couleur | Résultat                     |
| ------- | ---------------------------- |
| Or      | Vainqueur                    |
| Argent  | 2e place                     |
| Bronze  | 3e place                     |
| Vert    | Terminé, dans les points     |
| Bleu    | Terminé, pas dans les points |
| Violet  | Abandon (Ab.) ou (Ret)       |
| Violet  | Non classé (NC)              |
| Rouge   | Pas qualifié (DNQ)           |
| Noir    | Disqualifié (DSQ)            |
| Blanc   | Pas au départ (DNS)          |
| Blanc   | Forfait (WD)                 |
| Blanc   | N'a pas participé (DNP)      |
| Blanc   | Blessé (INJ)                 |
| Blanc   | Exclu (EX)                   |
| Blanc   | Course annulée (C)           |